# Sheridan Le Fanu
 (mars 2008).
Œuvres principales
- Carmilla

Joseph Sheridan Le Fanu, né le 28 août 1814 à Dublin, où il est mort le 10 février 1873, est un écrivain irlandais.
C'est l'un des auteurs majeurs du récit fantastique.

## Biographie

### Enfance
De vieille souche normande, Joseph Sheridan Le Fanu est le fils du doyen de l'Église protestante irlandaise. Il est également le petit-neveu du célèbre auteur dramatique et homme politique irlandais Richard Brinsley Sheridan (Dublin, 1751- Londres, 1816), auteur notamment de la comédie de mœurs L'École de la médisance (School of Scandal, 1777). Il grandit au 45 St Dominic Street, au centre de Dublin, avec ses parents, Dean Thomas Philip Le Fanu et Emma Dobbyn ainsi que sa sœur aînée Catherine, née en 1813. Le nom de Le Fanu vient des ancêtres huguenots (ancien nom donné aux protestants français d'obédience calviniste durant les guerres de religion) de l'écrivain, qui avaient émigré de Caen en Irlande, lors de la révocation de l'édit de Nantes par le roi Louis XIV, le 18 octobre 1685 (l'édit de Nantes fut révoqué par l'édit de Fontainebleau). 
En 1815, Dean Thomas Philip Le Fanu, le père de Joseph, est nommé recteur à la Royal Hibernian Military School, à Phoenix Park. Joseph reçoit une éducation privée, donnée par son père qui lui apprend l'anglais et le français. En 1816 naît le frère de Joseph, William.

### Les années de formation
Au mois d'octobre 1832, Joseph Sheridan Le Fanu étudie le droit au Trinity College de Dublin où il publie ses premières nouvelles fantastiques. Il se dirige ensuite vers le journalisme. En 1838, il publie deux nouvelles, Passage in the Secret of an Irish Countess et The Ghost and the Bone-Setter dans le Dublin University Magazine. En 1839, Joseph Sheridan Le Fanu entre au barreau de Dublin comme avocat. Parallèlement, il rédige la nouvelle Histoire de la famille de Tyrone. Le Fanu est également journaliste au Dublin Evening Mail, l'un des plus importants journaux de Dublin. En 1841, la sœur aînée de Joseph, Catherine, décède précocement, à l'âge de 28 ans. Joseph devient directeur et propriétaire du journal The Warder. 
En 1842, Joseph Sheridan Le Fanu rencontre celle qui devient sa femme, Susanna Bennett. Ils se marient en 1844. Le couple a trois enfants et s'installe définitivement à Dublin. Ils s'installent au 2 Nelson Street. Joseph est élu membre honoraire au College Historical Society. En 1845, Le Fanu perd son père, Thomas Le Fanu. Joseph publie un roman, The Cock and Anchor. Joseph et Susanna s'installent au bord de la Liffey au 1 Warrington Place, puis au numéro 15. Leur première fille, Eleanor Frances, naît le 10 février de la même année. C'est à cette époque que débute l'épidémie de mildiou, qui provoque la Grande famine ayant contraint nombre d'Irlandais à l'exil, notamment aux États-Unis. Le 3 septembre 1847 naît Thomas Philip. Le 21 mai 1848, le couple a un troisième enfant, Emma Lucretia. En 1850, Le Fanu rédige la nouvelle The Mysterious Lodger, qu'il publie anonymement dans le Dublin University Magazine.

### Les premiers succès
L'année 1851 marque une étape charnière dans la carrière du prolifique écrivain avec la publication de son premier recueil de nouvelles fantastiques : Ghost Stories and Tales of Mysteries. À la suite du décès du père de Susanna, Joseph et son épouse s'installent dans la maison paternelle dont Susanna a hérité au 18 Merrion Square. Le Fanu y passe le reste de sa vie. C'est dans ce chic quartier résidentiel de Dublin que Le Fanu fait la connaissance du chevalier Sir William Robert Wills Wilde, chirurgien irlandais, et de Jane Francesca Elgee dite « Speranza », poétesse et nationaliste irlandaise. Ce couple d'amis a comme enfant un autre écrivain : Oscar Wilde. L'épouse de Joseph Sheridan Le Fanu, Susanna, présente les premiers signes de la maladie qui l'emporte sept ans plus tard. Le 1er août 1854 naît George Brinslay, qui illustre plus tard les romans de son père et réalise les quelques rares portraits de lui qui nous soient parvenus.

### La maturité
Après la mort de sa femme, le 28 avril 1858, Joseph Sheridan Le Fanu se consacre exclusivement à l'écriture de romans fantastiques. Au mois de juillet 1861, Le Fanu devient propriétaire du Dublin university magazine, important journal victorien d'Irlande pour la littérature et les idées. C'est dans ce journal qu'il publie la plupart de ses œuvres. En 1863, Le Fanu publie The House by the Churchyard (La Maison près du cimetière). L'année suivante, l'écrivain publie sous forme de feuilleton dans le Dublin University Magazine le roman qui est considéré par plusieurs comme son chef-d'œuvre, Oncle Silas (Uncle Silas). Le Fanu intitule le premier épisode Maud Ruthyn et Maud Ruthyn and Uncle Silas pour les deux autres. Oncle Silas connaît une adaptation théâtrale au Shaftesbury Theatre de Londres, ce qui témoigne de la notoriété de ce roman à l'époque de sa publication. 
En 1869, Le Fanu vend le Dublin University Magazine, dont il abandonne la direction en 1872. Cette même année, l'homme de lettres publie son recueil de nouvelles le plus célèbre, In a Glass Darkly. Ce recueil renferme quelques-uns des textes les plus lus de Le Fanu encore aujourd'hui, comme Green Tea (Thé vert), M.. Arbottle (Monsieur le juge Arbottle), The Room in the Dragon Volant (La Chambre du Dragon volant), sans oublier le classique qui allait inspirer un autre célèbre écrivain irlandais 25 ans plus tard (Bram Stoker), Carmilla. Il meurt à Merrion Square, à Dublin, le 7 février 1873, alors qu'il était en train de rédiger son ultime texte : Willing to Die (Prêt à mourir). Il est enterré au Mount Jerome Cemetery de Dublin.

## Œuvres principales
- The Last Heir of Castle Connor, nouvelle (1838) Publié en français sous le titre Le Dernier Héritier de Castle Connor, Toulouse, Éditions Ombres, coll. « Petite Bibliothèque Ombres » no 36, 1994
- The Cock and Anchor: A Chronicle of Old Dublin City (1845) Publié en français sous le titre Les Mystères de Morley Court : une chronique de la vieille cité de Dublin, Paris, Phébus, 2008 ; réédition, Paris, Phébus, coll. « Libretto » no 331, 2010  (ISBN 978-2-7529-0483-6)
- The Fortunes of Colonel Torlogh O'Brien: A Tale of the Wars of King James (1847)
- The Mysterious Lodger (1850), nouvelle Publié en français sous le titre Le Mystérieux Locataire : et autres histoires d'esprits forts, Paris, J. Corti, coll. « Domaine romantique », 1999
- The Murdered Cousin (1851), nouvelle Publié en français sous le titre Comment ma cousine a été assassinée, Paris, éditions Mille et Une Nuits, coll. « La Petite Collection » no 406, 2002
- The Watcher (1851), nouvelle Republiée sous le titre The Familiar en 1872. Publié en français sous le titre Le Guetteur, Toulon, La Nerthe, coll. « La petite classique », 2014 ; réédition dans une nouvelle traduction inédite sous le titre Oncle Silas, dans le volume Créatures de l'ombre, Paris, éditions Omnibus, 2014
- The Evil Guest (1851) Publié en français sous le titre Invitation au crime, Paris, Phébus, 2002 ; réédition, Paris, Libretto, 2019  (ISBN 978-2-36914-546-2)
- The House by the Churchyard (1863) Publié en français sous le titre La Maison près du cimetière, Paris, Phébus, 2004 ; réédition, Paris, Phébus, coll. « Libretto » no 300, 2009  (ISBN 978-2-7529-0422-5)
- Uncle Silas (1864), roman Publié en français sous le titre L'Oncle Silas, Paris, Néo, coll. « Néo plus. Fantastique » no 19, 1988 ; réédition dans une nouvelle traduction sous le titre L'Oncle Silas,  Paris, éditions José Corti, 1997 ; traduction reprise dans le volume Créatures de l'ombre, Paris, éditions Omnibus, 2014  (ISBN 978-2-258-10833-2)
- The Tenants of Malory (1867)
- The Wyvern Mystery (1869)
- Chronicles of Golden Friars (1871), recueil de nouvelles comprenant :
  - A Strange Adventure in the Life of Miss Laura Mildmay, comprenant Madam Crowl’s Ghost (1870) Publié en français sous le titre Le Fantôme de Madame Crowl, Paris, Néo, coll. « Fantastique, science-fiction, aventure » no 208, 1988
  - The Haunted Baronet Publié en français sous le titre Le Hobereau maudit, Paris, Néo, coll. « Fantastique, science-fiction, aventure » no 198, 1987 ; réédition dans une autre traduction sous le titre Le Baron hanté, Paris, Hatier, 1990 ; réédition sous ce dernier titre, Paris, 10/18, coll. « Littérature étrangère », 2019  (ISBN 978-2-264-07591-8)
  - The Bird of Passage
- In a Glass Darkly (Dans un miroir piqué, 1872), recueil de nouvelles fantastiques comprenant : 
  - Green Tea (Thé vert, 1869)
  - The Familiar (Le Familier ou Le Guetteur, 1872)
  - M. Justice Harbottle (Monsieur le Juge Harbottle, 1872)
  - Carmilla (1872)
  - The Room in the Dragon Volant (La Chambre de l'auberge du Dragon volant, 1872) Publié de façon partielle en français sous le titre Les Créatures du miroir ou les Papiers du Dr. Hesselius, chez Marabout ; réédition de toutes les nouvelles intégrales du recueil Dans un miroir piqué, précédées par le roman Oncle Silas et suivies par D'une fenêtre, à mi-voix, en un volume sous le titre Créatures de l'ombre, Paris, éditions Omnibus, 2014
- Willing to Die (1873, inachevé) Publié en français sous le titre Désir de mort, Paris, Phébus, 2010

## Critique
Dans sa postface au roman Comment ma cousine a été assassinée, Alain Pozzuoli évoque la dépression chronique dont souffrait Le Fanu, ses névroses, le sentiment de culpabilité qui le hantait. Persuadé qu'il avait mal soigné son épouse, Susanna, Le Fanu portera ce fardeau jusqu'à ses derniers jours. À la fin de sa vie, l'écrivain menait une vie des plus frugales, dormant peu et ne consommant que du thé noir. Sans tomber dans un psychologisme facile, ces quelques observations sur l'auteur de Carmilla jettent un éclairage intéressant sur certains textes essentiels du corpus «lefanien». 
Si l'on délaisse sa vie privée, Le Fanu se passionnait pour tout ce qui se rapportait aux découvertes scientifiques. Parmi ces champs de découvertes, deux retiennent l'attention par rapport à l'œuvre de Le Fanu: la médecine, avec notamment l'apport de la psychanalyse naissante et le mesmérisme, l'hypnose constituant elle aussi une méthode d'investigation de la psyché humaine . Cet apport est loin d'être négligeable, car il permet d'expliquer une caractéristique essentielle du fantastique de Le Fanu. Les fantômes, qu'ils soient des entités entières ou des parties « corporelles », qu'on pense au motif récurrent de la main spectrale, sont en lien étroit avec la psyché tourmentée des personnages. Sans oublier que le texte ne mentionne jamais de manière explicite les motivations de ces entités désincarnées venues hanter les vivants. Ce trait ajoute à leur caractère inquiétant, voire funeste. Car, non contentes de terrifier les humains, elles peuvent également leur être fatales. En ce sens, le fantastique lefanien annonce le fantastique moderne, qui prévaudra vers la fin du XIXe et tout au long du XXe siècle. Citons à cet égard l'un des chefs-d'œuvre de l'écrivain américain Henry James, Le Tour d'écrou (The Turn of the Screw, 1898) ainsi que Maison hantée (The Haunting of Hill House, 1959) de Shirley Jackson.
Uncle Silas, publié en 1864, est considéré comme le chef-d'œuvre de Le Fanu dont il demeure le roman le plus connu. Arthur Conan Doyle s'en inspirera pour écrire The Firm of Girdlestone. Il est régulièrement cité dans les annales de la littérature policière. L'intérêt de ce roman tient en partie au fait qu'il met en exergue une figure majeure de la pensée au XVIIIe siècle, le scientifique, philosophe et théologien suédois Emmanuel Swedenborg (Stockholm 1688-Londres 1772). De la théorie illuministe de ce dernier, qui imprègne également plusieurs autres écrits de Le Fanu, celui-ci retiendra la théorie néo-platonicienne de Swedenborg voulant qu'à tout objet réel corresponde un double spirituel. A. Pozzuoli envisage que la douleur consécutive à la perte de son épouse pourrait avoir joué un rôle dans cet engouement que Le Fanu a manifesté à l'égard du spiritisme de Swedenborg. L'apport de la pensée de Swedenborg est intéressant en ce qu'il permet de comprendre un élément important de l'originalité du fantastique de Le Fanu. 
À cette influence de Swedenborg nous pourrions ajouter une autre source, multiple celle-là, à laquelle Le Fanu a abondamment puisé, celle des différents courants littéraires encore en vogue à cette époque. C'est ce qu'explique Gaïd Girard dans un essai consacré à Le Fanu : « Nous avons vu comment il [Le Fanu] empruntait aux courants multiples du roman gothique britannique, aux récits d'Hoffmann, à William Beckford comme à Poe, voire dans sa première partie à Walter Scott dont Le Fanu s'inspirera pour les deux romans historiques publiés en 1845 et 1847. » . Le Fanu et Edgar Allan Poe se vouaient une très grande admiration, surtout de la part de Le Fanu envers le célèbre écrivain américain. Les deux hommes ne se sont jamais rencontrés personnellement, mais dans leur correspondance ils avouent avoir puisé leur inspiration dans l'œuvre de l'autre pour l'écriture de certains de leurs textes.
Toujours dans sa postface à la longue nouvelle de Le Fanu Comment ma cousine a été assassinée, Alain Pozzuoli donne l'une des clefs de l'univers de l'écrivain irlandais : Dans la nouvelle The Mysterious Lodger (Le Mystérieux Locataire) « déjà le thème de prédilection de Le Fanu s'amorce : l'inquiétante étrangeté venue de l'extérieur et porteuse de danger dans l'univers en apparence paisible où elle est introduite. Ainsi, dans The Murdered Cousin (1851) on trouve cet univers d'enfermement, de claustration cher à Le Fanu et qui met en scène une noblesse terrienne aux règles strictes, empreintes d'hypocrisie, de mensonges. Univers social et familial où tout n'est qu'apparence, mais où, dans l'ombre, se trament les pires drames, les plus épouvantables conspirations. » En ce sens, The Murdered Cousin, nouvelle publiée en 1851, annonce déjà, en condensé, le chef-d'œuvre que Le Fanu allait publier treize ans plus tard : Uncle Silas.
Ce rapprochement entre The Murdered Cousin et Uncle Silas est révélateur de l'œuvre de Le Fanu en ce sens qu'il met en évidence des leitmotivs présents dans les nouvelles comme dans les romans. Outre les thèmes mis en exergue précédemment, on peut aussi souligner celui de la fatalité qui s'acharne sur les personnages féminins, qu'on pense à Margaret dans The Murdered Cousin ou à Maud Ruthyn dans Uncle Silas. Une analyse sociologique et féministe permettrait de déduire que la situation de la femme était loin d'être des plus enviables, à l'époque victorienne. En effet, chez Le Fanu, la femme, le plus souvent narratrice et héroïne du récit, doit affronter pratiquement seule un univers masculin aussi opaque (puisque la femme est constamment tenue à l'écart des décisions machiavéliques des hommes) qu'angoissant (puisque ces mêmes décisions prises par les personnages masculins se font presque toujours au détriment de l'héroïne du récit, et conduisent le plus souvent à la mort de cette dernière). Vue sous cet angle, l'héroïne lefanienne se présente comme le bouc émissaire d'un ordre patriarcal froid, calculateur, amoral, dénué de scrupules et prêt à tout sacrifier pour maintenir son hégémonie. Peut-être, comme le suggère A. Pozzuoli, faudrait-il y voir le rapport trouble que Le Fanu entretenait d'une part avec sa sœur aînée, Catherine, qui était sa principale confidente (attirance incestueuse?) jusqu'à son décès prématuré et, d'autre part, avec son épouse, Susanna, dont l'homme de lettres se reprochera de ne pas s'être suffisamment occupé.

## Postérité

### Adaptations cinématographiques
Parmi les principales œuvres de Le Fanu, Carmilla est de loin celle qui a le plus inspiré les réalisateurs. La dimension saphique de l'héroïne éponyme de la nouvelle de Le Fanu, même si elle est beaucoup plus suggérée qu'explicite, n'est sûrement pas étrangère à la popularité de ce récit au cinéma.

#### Adaptations deCarmilla
- 1932 : Vampyr ou l'Étrange aventure de David Gray,  franco-allemand réalisé par Carl Theodor Dreyer
En plus de Carmilla, Dreyer a aussi puisé pour son film dans un épisode de la longue nouvelle L'Auberge du Dragon volant
- 1960 : Et mourir de plaisir, film français réalisé par Roger Vadim
- 1964 : La Crypte du vampire (La cripta e l'incubo), film Italo-espagnol réalisé par Camillo Mastrocinque (sous le pseudonyme de Thomas Miller)
- 1970 : Les Passions des vampires (The Vampire Lovers), film britannique réalisé par Roy Ward Baker
- 1970 : La Soif du vampire (Lust for a Vampire), film britannique réalisé par Jimmy Sangster
- 1971 : Les Sévices de Dracula (Twins of Evil), film britannique réalisé par John Hough
- 1971 : Let's Scare Jessica to Death, film américain réalisé par John D. Hancock
- 1972 : La Mariée sanglante (La novia ensangrentada), film espagnol réalisé par Vicente Aranda
- 1974 : Capitaine Kronos, tueur de vampires (Captain Kronos - Vampire Hunter), film britannique réalisé par Brian Clemens
- 1977 : Alucarda, la hija de las tinieblas, film mexicain réalisé par Juan López Moctezuma
- 1993 : Svatba upírů (cs), film tchèque réalisé par Jaroslav Soukup
- 2004 : Carmilla, the Lesbian Vampire, film canadien réalisé par Vince D'Amato, avec Maritama Carlson dans le rôle de Carmilla
- 2009 : Lesbian Vampire Killers, film britannique réalisé par Phil Claydon
- 2014 : Styria (ru), film américano-hongrois réalisé par Mauricio Chernovetzky et Mark Devendorf
- 2014 : The Unwanted, film américain écrit et réalisé par Bret Wood
- 2017 : Carmilla, film canadien réalisé par Spencer Maybee
- 2019 : Carmilla, film britannique réalisé par Emily Harris

#### Adaptations d'autres romans et nouvelles de Le Fanu
- 1947 : El misterioso tío Silas (es), film argentin réalisé par Carlos Schlieper, adaptation de Oncle Silas
- 1947 : Oncle Silas, film britannique réalisé par Charles Frank, adaptation de Oncle Silas
- 1980 : The Sleep of Death, flm irlando-suédois réalisé par Calvin Floyd, adaptation de La Chambre de l'auberge du Dragon volant
- 2000 : The Wyvern Mystery[4], téléfilm britannique réalisé par Alex Pillai, adaptation du roman The Wyvern Mystery (1869)

### Adaptation sur le web
- 2014-2016 : Carmilla, web-série réalisée par Jordan Hall, sortie en août 2014 et terminée en octobre 2016. La web-série est diffusée sur la chaine Youtube KindaTV et a pour actrices principales Elise Bauman et Natasha Negovanlis

#### Œuvres originales
- Carmilla, coll. Classics, éd. Zulma, Paris, 2005

#### Traductions françaises
- Les Créatures du miroir, ou les Papiers du Docteur Hesselius, Bibliothèque Marabout/Fantastique, 1967
- « Le Hobereau maudit et autres contes » dans Les Chefs-d'œuvre de la science-fiction et du fantastique, Le Cercle européen du livre, 1975
- Jacques Goimard et Roland Stragliati, « Histoires de doubles » dans La Grande Anthologie du fantastique, Presses Pocket, 1977
- Le Dernier Héritier de Castle Connor, éd. Petite Bibliothèque Ombres, 1994
- Carmilla, coll. Babel, 1996
- L'Oncle Silas, éd. José Corti, coll. Domaine romantique, 1997
- Schalken le peintre, éd. José Corti, coll. Domaine romantique, 1997
- Le Mystérieux Locataire (et autres histoires d'esprits forts), éd. José Corti, coll. Domaine romantique, 1999
- Le Mystérieux Locataire, Nouvelles Éditions Oswald, 1982
- Comment ma cousine a été assassinée, éd. Mille et une Nuits, 2002
- Invitation au crime, éd. Phébus, 2003
- La Maison près du cimetière, éd. Phébus, 2004 - rééd. 2009.
- Les Mystères de Morley Court, éd. Phébus, 2008
- Désir de mort, éd. Phébus, 2010
- La Main de Wylder, éd. Phébus, 2012

#### Ouvrages sur Le Fanu
- Jean Lozes, Joseph Sheridan Le Fanu, prince de l'invisible au « grand siècle » des vampires, Caliban XVI, Presses Universitaires de Toulouse-Le-Mirail, 1979.
- Jacques Finné, « Le Fanu et le Fantastique » dans Le Mystérieux locataire, Nouvelles Éditions Oswald, 1982.
- Jean Lozes, Un roman gothique irlandais : Uncle Silas, Sheridan Le Fanu, Presses universitaires de Bordeaux, 1992.
- (en) Gary William Crawford, « The Landscape of Sin : The Ghost Stories of J. Sheridan LeFanu », dans Darrel Schweitzer (dir.), Discovering Classic Horror Fiction, vol. I, Gillette (New Jersey), Wildside Press, 1992, 191 p. (ISBN 978-1-587-15002-9), p. 94-99.
- Claude Fierobe, De Melmoth à Dracula, Terre de brume, 2000.
- Gaïd Girard, Joseph Sheridan Le Fanu, une écriture fantastique, éd. Honoré Champion, Paris, 2005.
- Alain Pozzuoli, « Un homme et ses fantômes », postface au roman Comment ma cousine a été assassinée, éd. Mille et une nuits (no 406), 2002, p. 65-70  (ISBN 2-84205-713-9)
- Marie-Noëlle Zeender, « Miroir de l'âme irlandaise : Aspect du fantastique chez Le Fanu, Wilde et Stoker », Études irlandaises.